# Gilbert Zaksas
 (avril 2023).
Si vous disposez d'ouvrages ou d'articles de référence ou si vous connaissez des sites web de qualité traitant du thème abordé ici, merci de compléter l'article en donnant les références utiles à sa vérifiabilité et en les liant à la section « Notes et références ».
Gilbert Zaksas, né le 4 mai 1910 à Kaunas (Lituanie) et mort le 18 décembre 1978 dans le 14e arrondissement de Paris, est un résistant et homme politique français.

## Biographie
Né en Lituanie mais arrivé jeune en France, naturalisé français avant sa majorité, Gilbert Zaksas suit des études de droit, à Toulouse, jusqu'au doctorat. Il exerce ensuite comme avocat.
Sympathisant communiste avant guerre, il adhère aux jeunesses communistes. Cependant, lorsqu'il s'engage dans la Résistance, c'est au sein du mouvement Libérer et Fédérer, animé par le socialiste Achille Auban et l'antifasciste italien Silvio Trentin. Son activité pendant la Seconde guerre mondiale lui vaut la médaille de la Résistance.
Il parvient notamment à entrer en contact avec le Special Operations Executive britannique, ce qui permet à son mouvement d'obtenir des moyens pour mener des actions de sabotage ferroviaire.
Membre du conseil national de Libérer et Fédérer et co-directeur du journal clandestin du même nom, à partir de juillet 1942, il adhère, comme les autres membres de son mouvement, à la SFIO à la Libération. Ceux-ci, alliés à Raymond Badiou, maire de Toulouse, tentent d'écarter les anciens responsables socialistes de la fédération de Haute-Garonne, et notamment Vincent Auriol, mais sans succès.
Délégué à l'assemblée consultative provisoire lors de son installation à Paris, il y intervient sur des questions sanitaires et scolaires, proposant notamment de réquisitionner les hôtels des villes d'eau pour pallier le manque d'établissements scolaires.
Placé en deuxième position, derrière Vincent Auriol, sur la liste socialiste pour l'élection de l'assemblée constituante en Haute-Garonne, il fait l'objet d'une très violente campagne communiste contre lui, et fait face à des attaques sur ses origines lituaniennes. Il est cependant élu député en octobre 1945.
A l'assemblée, il est secrétaire administratif du groupe socialiste, et rapporteur des lois constitutionnelles pour la commission des lois. Il fait partie des députés à l'initiative de l'ajout de « droits nouveaux » (comme le droit d'association et le droit syndical) à ceux figurant dans la déclaration des droits de l'Homme, ce qui sera à l'origine du préambule de la Constitution de 1946.
Nommé au printemps 1946 trésorier payeur général au Cameroun, il ne se représente pas en juin 1946 et s'éloigne de la vie politique, tout en restant quelques années encore membre de la SFIO.

## Détail des fonctions et des mandats
Mandat parlementaire
- 21 octobre 1945 - 10 juin 1946 : Député de la Haute-Garonne[2]